# ویلیام وی. روث، جونیور
ویلیام وی. روث، جونیور (به انگلیسی: William V. Roth, Jr.) سناتور سابق عضو حزب جمهوری‌خواه ایالات متحده آمریکا بود. وی در سال ۱۹۷۱ تا ۲۰۰۱ میلادی سناتور ایالت دلاویر در سنای ایالات متحده آمریکا بود.